# 久遠さやか
久遠 さやか（くおん さやか、1978年4月23日 - ）は、日本の女性実業家、タレント。東京都出身。NPO法人「宇宙ママ＆キッズプロジェクト」代表。

## 略歴・人物
幼少期からモデルとして活動していた。その後、1998年の第24回クラリオンガールオーディションで準グランプリに選ばれ、翌1999年に放送の『天国のKiss』（テレビ朝日）で女優デビュー。2002年には『仮面ライダー龍騎』（テレビ朝日）や『水野真紀の魔法のレストラン』（毎日放送）にレギュラー出演した。この当時はエフ・エム・ジーに所属していた。
エフ・エム・ジー所属当時のプロフィールでは1980年生まれとされており、身長も163センチメートルと記されていた。本人の活動再開後に株式会社キャンディッドアイランドが公表したプロフィールでは、1978年生まれ・161センチメートルに修正されている。スリーサイズはB87・W61・H85。
出産・育児のために一時芸能活動を休止していたが、2014年に活動を再開した。
宇宙開発など、天文関係の事物・事象への関心が高い。2014年の活動再開時には、宇宙飛行士の訓練などに携わる友人（女性）とともに「宇宙ママ＆キッズプロジェクト」を立ち上げ、子供たちに宇宙の楽しさを伝える事業に着手。芸能活動と並行して同社の代表を務めている。

## 出演

### テレビドラマ
- 天国のKiss（1999年、テレビ朝日） - 古賀れいこ 役
- ショムニ 第2シリーズ 第10話（2000年、フジテレビ）
- D-girls アイドル探偵三姉妹物語 第5話（2001年、テレビ東京） - 島田亜沙子 役
- ウソコイ 第9話（2001年、関西テレビ） - グラビアモデル 役
- 仮面ライダー龍騎（2002年 - 2003年、テレビ朝日） - 桃井令子 役
- 土曜ドラマ クライマーズ・ハイ（2005年、NHK） - 依田千鶴子（編集部庶務） 役
- 土曜ドラマ ハゲタカ（2007年、NHK） - 受付嬢 役
- 相棒 season8 第7話（2009年、テレビ朝日） - 栗田亜由美 役

### バラエティ番組
- 姫のお夜食 シーズン4（2001年、中国放送） - リポーター
- グラビアの美少女（2001年、MONDO21）
- 水野真紀の魔法のレストラン（2002年、毎日放送）
- チョップリン凸劇場（朝日放送）
- 夢の扉 〜NEXT DOOR〜（2005年・2007年・2008年、TBS） - 不定期出演
- 夏木マリの、それはパニックの後で…（2015年、BSスカパー!）

### 映画
- 劇場版 仮面ライダー龍騎 EPISODE FINAL（2002年、東映） - 桃井令子 役
- ゴジラ×メカゴジラ（2002年、東宝） - 女子大生 役[1]
- 深呼吸の必要（2004年、日本ヘラルド/松竹） - 辻元美鈴 役
- 五重塔（2007年、KaeruCafe） - 宮田織江 役
- 象の背中（2007年、松竹） - 野口 役
- あなたもまた虫である（2014年、ゆうばり国際ファンタスティック映画祭上映作品）
- 1/11 じゅういちぶんのいち（2014年、東京テアトル） - 仁菜の母 役
- 想いのこし（2014年、東映）
- 一生で一番長い九分（製作：2018年/公開：2020年、菱沼康介自主制作映画）

### 舞台
- 音楽活劇 レディ・ゾロ（2003年[5]、赤坂ACTシアター/松竹座）
- リアルステージ HUNTER×HUNTER 〜蜘蛛の記憶〜（2004年、新宿シアターサンモール） - マチ＝コマチネ 役[5]
- 恋とグァテマラ〜後藤珈琲店物語〜（2005年、下北沢「劇」小劇場）
- 隣りの男（2005年、本多劇場）
- 幽玄なる世界へのいざない（2015年、台東区生涯学習センター ミレニアムホール）
- 演劇・能による「KOCHO/胡蝶」（2016年、東京藝術大学 千住キャンパス第7ホール）[4]

### CM
- @nifty
- SEGA
- ソニー
- au（KDDI）
- DONBURI亭 横浜中華丼（2003年、江崎グリコ）
- はちみつ梅酒（2003年 - 2005年、チョーヤ梅酒）
- パンパース（P&Gジャパン）

### ミュージック・ビデオ
- クリス・ハート「雪のクリスマス」（2014年）

## 作品

### 写真集
- くおん（2001年6月、彩文館出版、ISBN 4-916115-58-9）
- 魔法の島 simulacrum（2002年9月、ぶんか社、ISBN 4-8211-2447-5）
- 撮られた暁の女 松活妄想撮影所写真集（2003年6月、扶桑社、ISBN 4-594-04103-5）

### ビデオ
- a style（VHS：2002年4月/DVD：2002年7月、ベガファクトリー）